# Aghdzenik
L'Aghdzenik, Aghdznik, Ałjnik’, Altzniq (en arménien Աղձնիք) ou Arzanène est la troisième province de l'Arménie historique selon Anania de Shirak, et l'un des quatre bdeshkhs (« marche ») du royaume arménien. Son territoire est aujourd'hui situé en Turquie orientale.

## Districts

Les quinze provinces de l'Arménie historique, avec l'Aghdzenik à l'ouest du lac de Van.

La province se compose de dix districts ou cantons (gavar, գավառ) :
- Np’ṙet / Np’rkert (Նփրկերտ) ;
- Ałjn / Arzan (Աղձն) ;
- K’ał / K’eł (Քաղ ; Angeł-tun, Անգեղ-Տուն ?) ;
- Kētik (Կեթիկ) ;
- Tatik (Տատիկ) ;
- Aznuajor (Ազվացձոր) ;
- Erxet’k’ (Երխեթք) ;
- Gzełx (Գզեղխ) ;
- Salnoyjor (Սալնոձոր) ;
- Sanasunk’ (Սանասունք).